# Coppa Italia 1961
Coppa Italia 1961 je bila dvaindvajseta neprvenstvena dirka Formule 1 v sezoni 1961. Odvijala se je 12. oktobra 1961 na italijanskem dirkališču Vallelunga. Dirka je bila organizirana zaradi izenačenosti Giancarla Baghettija in Lorenza Bandinija v Italijanskem dirkaškem prvenstvu, toda Bandini ni dirkal. 

## Dirka
| Poz | Dirkač              | Moštvo                 | Konstruktor          | Čas/Odstop              | Št. m. | Heat 1/2  |
| --- | ------------------- | ---------------------- | -------------------- | ----------------------- | ------ | --------- |
| 1   | Giancarlo Baghetti  | Scuderia Sant Ambroeus | Porsche              | 1.00:53.9               | 2      | 1. / 1.   |
| 2   | Ernesto Prinoth     | Scuderia Dolomiti      | Lotus-Climax         | + 15.3 s                | 3      | 2. / 2.   |
| 3   | Nino Vaccarella     | Scuderia Serenissima   | Cooper-Maserati      | 59 krogov               | 1      | 3. / 3.   |
| 4   | Roberto Bussinello  | Isobele de Tomaso      | De Tomaso-Alfa Romeo | 58 krogov               | 4      | 5. / 4.   |
| 5   | Roberto Lippi       | Scuderia Settecolli    | De Tomaso-O.S.C.A.   | 58 krogov               | 6      | 4. / 5.   |
| 6   | Albino Buticchi     | Scuderi Sant Ambroeus  | Cooper-Climax        | 57 krogov               | 8      | 6. / 6.   |
| 7   | Lucien de Sanctis   | Scuderi Sant Ambroeus  | Cooper-Climax        | 56 krogov               | 9      | 7. / 7.   |
| 8   | Gaetano Starrabba   | Gaetano Starrabba      | Lotus-Maserati       | 31 krogov               | 5      | 8. / 8.   |
| 9   | Elio Pandolfo       | Scuderia Montegrappa   | Elios                | 22 krogov               | 10     | 9. / Ods  |
| Ret | Rovero Campello     | Rovero Campello        | de Sanctis-Fiat      | Motor                   | 7      | Ods / DNS |
| WD  | Ludovico Scarfiotti | Pescara Racing Club    | De Tomaso-O.S.C.A.   | Nepripravljen dirkalnik | -      | - / -     |
| WD  | Menato Boffa        | Menato Boffa           | Cooper-Climax        | Nepripravljen dirkalnik | -      | - / -     |